# Danica Cvitanović
Danica Cvitanović je pokojna hrvatska kazališna, televizijska i filmska glumica.

## Filmografija

### Televizijske uloge
- "Velo misto" kao prodavaćica na Voćnom trgu (1980. – 1981.)
- "Ča smo na ovon svitu..." kao udovica (1973.)
- "Naše malo misto" kao žena iz prve crkvene klupe (1969.-1971.)

### Filmske uloge
- "Buža" (1988.)
- "Od petka do petka" (1985.)
- "Zadarski memento" (1984.)
- "Jahači oluje" kao Jasonova majka (1984.)
- "Čovik i arhitektura" (1977.)
- "Đovani" kao prijateljica noći (1976.)
- "I oprosti nam dugove naše" (1969.)
- "Meštre Tonov najsritniji dan" (1969.)
- "Lito valovito" kao gospođa koja krpi zastavu za procesiju (1964.)

## Vanjske poveznice
- Danica Cvitanović u internetskoj bazi filmova IMDb-u (engl.)